# Brakheia
Brakheia, névváltozat: szüllabé brakheia; verstani szakkifejezés, egy verssoron, verslábon, esetleg ütemen belül a rövid szótagok megjelölésére szolgál. A kifejezés eredete az ókorra nyúlik vissza, elsőként az alexandriai filológiai iskola tudósai használták elemzéseik során.